# 短瓣石竹属
短瓣石竹属（学名：Brachystemma）是石竹科下的一个属，为披散、分枝草本植物。该属仅有短瓣石竹（Brachystemma calycinum，又名白牛膝）一种，分布于锡金、不丹、尼泊尔、克什米尔地区和中国西南部。